# Ladislav Hanus
Prof. PhDr. ThDr. Ladislav Hanus, DrSc. h. c. (26. únor 1907 Liptovský Mikuláš – 7. března 1994 Ružomberok) byl římskokatolický kněz, historik umění, slovenský novotomistický filozof, spolu se svým učitelem Františkem Skyčákem, ml. významný představitel slovenské kulturní filozofie, profesor morální teologie v Spišské Kapitule, překladatel, esejista a publicista.

## Životopis
Ladislav Hanus maturoval na reálném gymnáziu v Liptovském Mikuláši. Od roku 1926 studoval teologii v bohosloveckém semináři na Spišské Kapitule. V akademickém roce 1927/28 přestoupil ke studiu filozofie a teologie do Innsbrucku, kde promoval roku 1932 a získal doktorát teologie. Jako kaplan působil v Spišských Vlaších (1932), v Spišské Nové Vsi (1933–1934) a konečně v letech 1935–1938 u Andreje Hlinky v Ružomberku. V letech 1938–1950 působil jako profesor morální teologie v kněžském semináři na Spišské Kapitule. Od roku 1941 redigoval časopis Kultura, profilovaný jako časopis slovenské křesťanské inteligence av letech 1944–1945 avantgardní časopis Obroda, na který navázal v letech 1946–1948 časopis Verbum.
V letech 1951–1952 se skrýval před státní bezpečností (Liptov, Žilina, Kysuce). Na podzim 1952 byl bezpečností chycen, tvrdě vyslýchán a na základě vykonstruovaných a nepravdivých obvinění, vedených proti katolické církvi a katolicismu, odsouzen na 16 let odnětí svobody za údajnou velezradu. Ve vězení byl fyzicky i psychicky týrán. Jeho spoluvězni byli mimo jiné například teolog a historik umění kněz Josef Zvěřina, biskup Ján Chryzostom Korec a další. Na svobodu byl propuštěn na podmínku až v roce 1965. Mohl pracovat pouze jako topič v Technickém skle v Bratislavě.
Od roku 1968 se vrátil do kněžské pastorace jako farář v Kvačanech a Hybiach. Do důchodu odešel v roce 1983. Od té doby až do své smrti žil v Ružomberku.

## Dílo (výběr)

### Knižní díla
- Švýcarska cesta, 1936, cestopisná črta
- Rozprava o kulturnosti, 1943, 1991
- Přemýšlivá, 1943
- Obecné křesťanství, 1944
- Jozef Kútnik Šmálov: život, činnost, tvorba, 1992
- Romano Guardini. Myslitel a pedagog století, 1994, Paprsek, ISBN 80-7114-124-0.
- Kostel jako symbol, 1995
- Člověk a kultura, 1997 – rozšířená verze díla Filozofie kultury
- Princip pluralismu, 1997
- Pokonštantínska Církev, 2000
- Vzpomínky na Ferka Skyčákem, 2001, předtím v 1984 v Kanadě
- Umění a náboženství, 2001
- O kultuře a kulturnosti, 2003
- Paměti svědka století, Paprsek, 2006 – obsáhlý záznam rozhovorů Jana Magu s prof. L. Hanuš
- Princip křesťanské morálky, 2007.

### Překlady
- Rilke, R. M .: Zápisky Maltheoho Lauridsa Brigg, 1942
- Lippert, P .: Z Engadine. Listy na potěšení, 1947
- Pascal, B .: Myšlenky, 1948

## Články (výběr)

### O kultuře
- Západní kultura a křesťanství. In: Svorad, 1936, č. 4.
- Západ v agónii …? In: Svorad, 1936, č. 5 – 6.
- Dům a svět. In: Slovenské pohledy, 1941, č. 1, s. 1 – 6.
- Nové požadavky katolického života (Jde o pluralismus). In: Kultura, 1941, č. 2 – 3, s. 58 – 66.
- Do nového ročníku. In: Kultura, 1942, č. 1, s. 2 – 7.
- Fanatismus. In: Obroda, 1943, č. 2, s. 65 – 70.
- Kýč v krvi. In: Obroda, 1943, č. 4, s. 215 – 216.
- Patnáctý ročník kultury. In: Kultura, 1943, č. 1, s. 1 – 5.
- Paskvil náboženské kultury. In: Obroda, 1944, č. 5, s. 263 – 264.
- Stát o duchovních hodnotách. In: Obroda, 1944, č. 8, s. 421 – 436.
- (Rec.): Dvě knihy J. Maritain. In: V, 1947, č. 6, s. 361 – 367.
- Křesťan a dějiny. In: Verbum, 1947, č. 5, s. 207 – 217.
- Protestantismus jako náboženský typ. In: V, 1948, č. 7 – 8, s. 371 – 378.
- Teologie kultury jako problém a úkol. In: Via, 1969, č. 10, s. 154 – 156.
- Verbum se vrací. In: V, 1992, č. 1, s. 3 – 3 – 7.
- Pluralismus. In: Víra a život, 1992, č. 1, s. 17 – 30.
- Vzpamatovává se (Reflexe nad inspiracemi). In: Víra a život, 1992, č. 1, s. 39 – 43.
- Věcí mého srdce je kultura. (Projev při udělování čestného doktorátu 5. března 1992 na FF UK v Bratislavě). In: Katolické noviny, 13. března 1992, s. 3.
- Ladislav Hanus o smyslu kultury. In: Filozofie, 1992, č. 10, s. 621 – 626 (rozmlouval se F. Fundárek).
- Princip pluralismu. In: Listy, 1996, č. 1, s. 9.
- Rozprava o klerikalismem (zpracoval a upravil M.Lačný). In: Proglas, 2001, č. 1, s. 3 – 4.

### O člověku
- Zákon tradice. In: Slovenské pohledy, 1939, č. 8 – 9, s. 431 – 441.
- Lid. In: Slovenské pohledy, 1940, č. 1, s. 27 – 36.
- Labor improbus. In: Slovenské pohledy, 1940, č. 8 – 9, s. 491 – 501.
- Humanistické vzdělání. In: Kultura, 1941, č. 5 – 6, s. 201 – 210.
- Kněžská výška. In: Kultura, 1941, č. 10 – 11, s. 400 – 405 (také in: Kultura, 1998, č. 24, s. 12 – 13.)
- O metamorfózy charakteru. In: Kultura, 1941, č. 10 – 11, s. 459 – 460.
- Orfeus v podsvětí. In: Kultura, 1942, č. 2, s. 94 – 96.
- Etos vědy a kritiky. In: Kultura, 1942, č. 4, s. 190 – 192.
- Ušlechtilé formy. In: Kultura, 1942, č. 5, s. 239 – 240.
- Ženský vkus. In: Živena, 1943, č. 11, s. 351 – 352.

### O politice
- Buďte striezliví. In: Slovák, 1929, č. 271, s. 7.
- Odpovědnost. In: Rozvoj, 1929/1930, č. 8, s. 170 – 171.
- Před rozhodným krokem. In: Tatranský Slovák, 1935, č. 1, s. 3.
- O demokratickou výchovu lidu. In: Tatranský Slovák, 1935, č. 4, s. 3.
- Princip vůdcovství v Hlinkově straně. In: Tatranský Slovák, 1935, č. 11, s. 2.
- Po pražském kongresu. In: Tatranský Slovák, 1935, č. 12, s. 2.
- Slovenská státnost. In: KRA, 1941, č. 1, s. 11 – 17 (také in: Kultura, 1999, č. 4 a 5, s. 12).
- K národnímu sportu. In: KRA, 1941, č. 2 – 3, s. 125 – 127.
- M. R. Štefánik – Problém naší biografie. In: KRA, 1941, č. 4, s. 174 – 174.
- O věcný tón. In: KRA, 1941, č. 4, s. 174 – 176.
- Nacionalismus. In: SP, 1941, č. 7 – 8, s. 437 – 442.
- Šosákovi. In: KRA, 1941, č. 7 – 8, s. 327 – 330.
- Univerzitní docent Dr. Štefan Polakovič: Slovenský národní socialismus. Ideové poznámky. In: SP, 1941, č. 4, s. 276 – 279.
- Kauza Rázusová "Odkazu mrtvých". In: KRA, 1942, č. 5, s. 202.
- Dr. Ján Bubán: Nejhlubší kořen vlastnění. In: KRA, 1942, č. 14, s. 183 – 184.
- Nacionalismus ženské. In: Živena, 1943, č. 2, s. 41 – 46.
- Svatoštěpánské idea ze slovenského a katolického stanoviska. KRA, 1943, č. 5, s. 193 – 198.
- Ideové základy 19. a našeho století. In: SP, 1943, č. 8 – 9, s. 469 – 477.

### O umění
- Něco o novém umění, 1940.
- O nynějším stavu církevního umění, 1940.
- Kněz a umění, 1940.
- Ještě o liturgickém umění, 1941.
- Nové setkání náboženství s uměním, 1942.
- Poznámky na list (O postavení umění v náboženství). In: KRA, 1942, č. 11, s. 482 – 485.
- Situace současného náboženského umění. (K oltářní obraz Martina Benku). In: Spišský kněžský seminář v minulosti a přítomnosti (sborník), SK 1943, s. 171 – 261.
- Slovo o náboženském umění. In: Obroda, 1944, č. 7, s. 113 – 118 (také in: Kultura, 2000, č. 21, s. 14.).
- Spolupráce stavitele s knězem. In: Obroda, 1944, č. 6, s. 294 – 297.
- Náboženský malíř Ladislav Záborský. In: V, 1947, č. 3, s. 143 – 149.
- Postoj protestantismu k sakrálnímu umění. In: V, 1948, č. 7 – 8, s. 422 – 433.
- Umění jako výraz a styl, čili: Malý kurz estetiky, 1948.
- Problém stavby nových kostelů. In: KN, 1969, č. 15. Kostel jako symbol. In Sakrální architektura. Sborník z konference se zahraniční účastí, B 1991.
- Úvaha o časopise projekt. In: KN, 1991, č. 6, s. 9.
- Umění jako výraz a styl, čili: Malý kurz estetiky. In: Tamtéž, 2001, s. 348 a násl.

### O velkých osobnostech
- Goethe a my. In: Rozvoj, 1931/1932, č. 9, s. 195 – 197.
- Katolický myslitel Romano Guardini. In: SV, 1935, č. 5 – 6.
- Kongres Slovenská spisovatelů. In: KRA, 1936, č. 2, s. 123 – 128.
- Švýcarska cesta. In: KRA, 1936, č. 10, s. 453 – 501 a č. 11, s. 544 – 576.
- Za zesnulým Petrem Lippertom. In: SV, 1937, č. 3.
- R. M. Rilkeho Rekviem. In: SP, 1939, č. 12, s. 659 – 667.
- Engadin. In: SP, 1940, č. 4, s. 228 – 237.
- Engadin a Nietzsche, 1940.
- Analytik moderního člověka (Peter Lippert), 1940.
- Humanistické vzdelanie.In: Kultura, 1941
- Guardiniho kniha o Dostojevském. In: KRA, 1941, č. 10 – 11, s. 426 – 433.
- Dumka (Poznámka na okraj vydání Rilkeho zápisky M. I. Brigg). In: SP, 1942, č. 2, s. 91 – 93.
- F. M. Dostojevskij a svět bolševismu. In: SP, 1942, č. 3, s. 153 – 164.
- Kristova postava u F. M. Dostojevského. In: SP, 1942, č. 8 – 9, s. 520 – 538.
- Obnova humanismu v Rakousku. In: V, 1947, č. 3 – 4, s. 174 – 179.
- Lippertov Engadin, 1947.
- Lippertová kniha o moderním Jobovi, 1948.
- Moudrost Pascalova Apology, 1948.